# Hajime Isayama

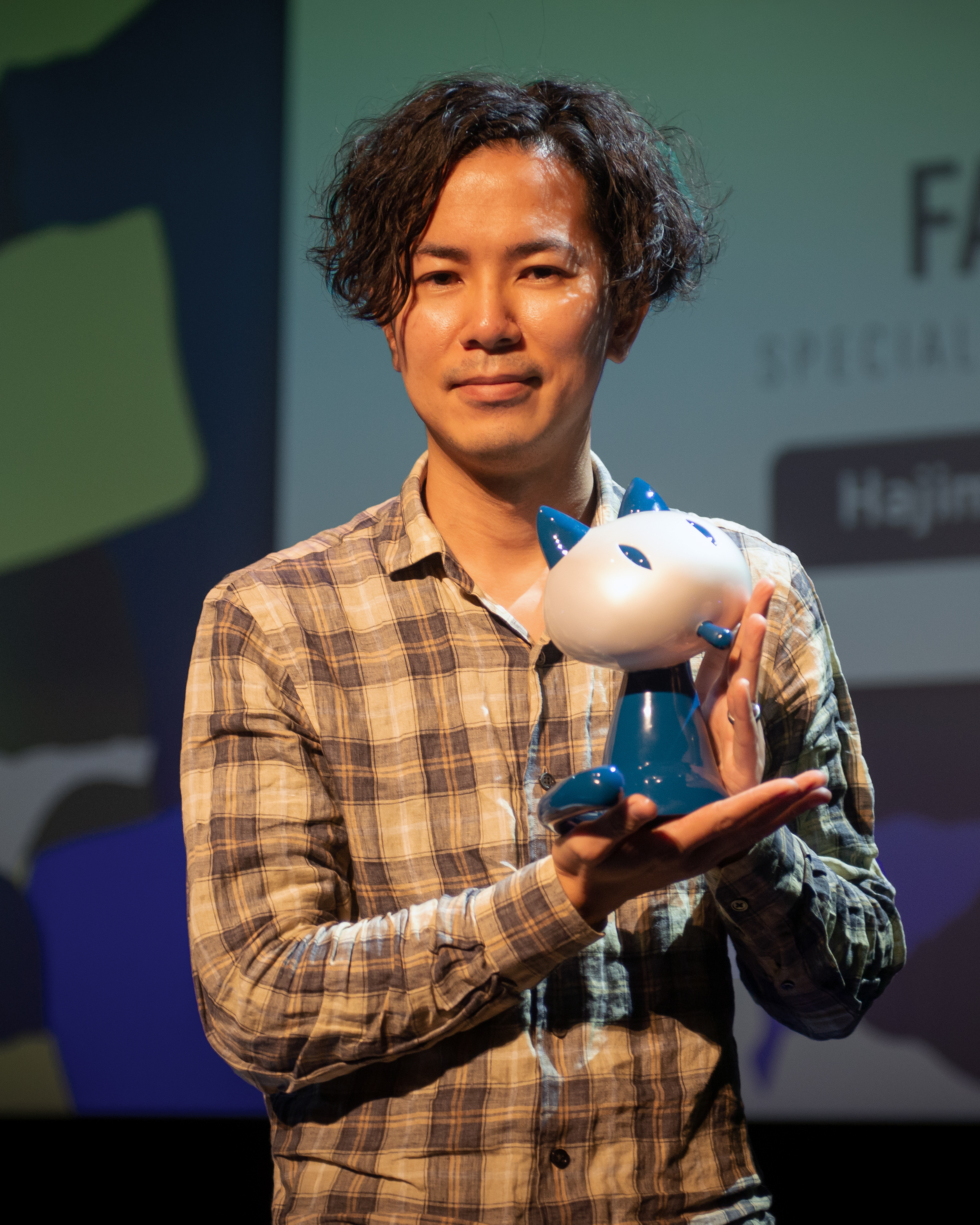
Hajime Isayama, 2023

Hajime Isayama (jap. 諫山 創 Isayama Hajime, * 29. August 1986 in Ōyama, Präfektur Ōita) ist ein japanischer Mangaka. Besondere Bekanntheit erlangte er durch sein erstes Werk Attack on Titan.

## Biographie
Isayama besuchte die Hita Rinko Senior High School. Während dieser Zeit begann er Manga zu zeichnen und in Wettbewerbe einzureichen. Nach der Beendung der Schule schrieb er sich in das Manga-Design-Programm der Kyushu-Designer Gakuin ein. Nachdem sein One Shot Attack on Titan erschienen war, zog er nach Tokio, um seine Karriere als Mangaka zu verfolgen. Dort arbeitete er in einem Internetcafé.
2009 gelang Isayama der künstlerische Durchbruch. Seit dem 9. September 2009 (Ausgabe 10/2009) erscheint Attack on Titan als Mangaserie monatlich in Einzelkapiteln im Bessatsu Shōnen Magazine des Verlags Kōdansha. Die Mangaserie erfuhr eine Umsetzung als Anime sowie mehrere Adaptionen anderer Künstler. 2011 gewann Attack on Titan den Kōdansha-Manga-Preis in der Kategorie Shōnen.
Isayama selbst gibt an, dass seine Arbeit besonders durch den Manga Arms beeinflusst worden sei.
Seit 2018 ist er verheiratet.

## Werke
- Attack on Titan (進撃の巨人, Shingeki no Kyojin, 2006, Einzelkapitel)
- Heart Break One (2008)
- orz (2008)
- Attack on Titan (進撃の巨人, 2009–2021)